# San Marino nos Jogos Olímpicos de Inverno de 2018
San Marino participou dos Jogos Olímpicos de Inverno de 2018, realizados na cidade de Pyeongchang, na Coreia do Sul. 
Foi a décima aparição do país em Olimpíadas de Inverno, sendo que participa regularmente desde os Jogos de 2002, em Salt Lake City. Seu único representante foi o esquiador alpino Alessandro Mariotti.

## Desempenho

### Esqui alpino
Masculino
| Atleta              | Evento         | Descida 1 | Descida 2 | Total   | Pos. |
| ------------------- | -------------- | --------- | --------- | ------- | ---- |
| Alessandro Mariotti | Slalom         | DNF       | DNF       | DNF     | DNF  |
| Alessandro Mariotti | Slalom gigante | 1:21.66   | 1:21.21   | 2:42.87 | 65º  |

Legenda
| Recorde mundial      | Recorde mundial (World record)               |                       | Recorde africano                      | Recorde africano (African) |                                           | Q | Classificado por posição (Qualified) |
| Recorde olímpico     | Recorde olímpico (Olympic record)            | Recorde da América    | Recorde da América (Americas)         | q                          | Classificado por melhor tempo (Qualified) |   |                                      |
| Melhor marca do ano  | Melhor marca do ano (World leading)          | Recorde asiático      | Recorde asiático (Asian)              | DNS                        | Não largou (Did not start)                |   |                                      |
| Recorde nacional     | Recorde nacional (National record)           | Recorde europeu       | Recorde europeu (European)            | DNF                        | Não terminou (Did not finish)             |   |                                      |
| Recorde pessoal      | Recorde pessoal do atleta (Personal best)    | Recorde da Oceania    | Recorde da Oceania (Oceania)          | DSQ / DQ                   | Desclassificado (Disqualified)            |   |                                      |
| Recorde da temporada | Recorde da temporada do atleta (Season best) | Recorde sul-americano | Recorde sul-americano (South America) | NM                         | Sem marca (No mark)                       |   |                                      |